# 四裂红门兰
四裂红门兰（学名：Orchis militaris）为兰科红门兰属下的一个种，分佈於歐洲，花期為4至6月。

## 扩展阅读
- 維基物種上的相關：四裂红门兰